# Huddinge kyrka
Huddinge kyrka är en kyrkobyggnad och en församlingskyrka i Huddinge församling och Stockholms stift. Den har alltsedan medeltiden varit sockenkyrka för Huddinge socken. I närheten ligger Tomtberga prästgård, uppkallad efter tingsplatsen "Tomtabergh", som låg direkt öster om kyrkan och står omnämnd i källorna året 1433.

## Kyrkobyggnaden

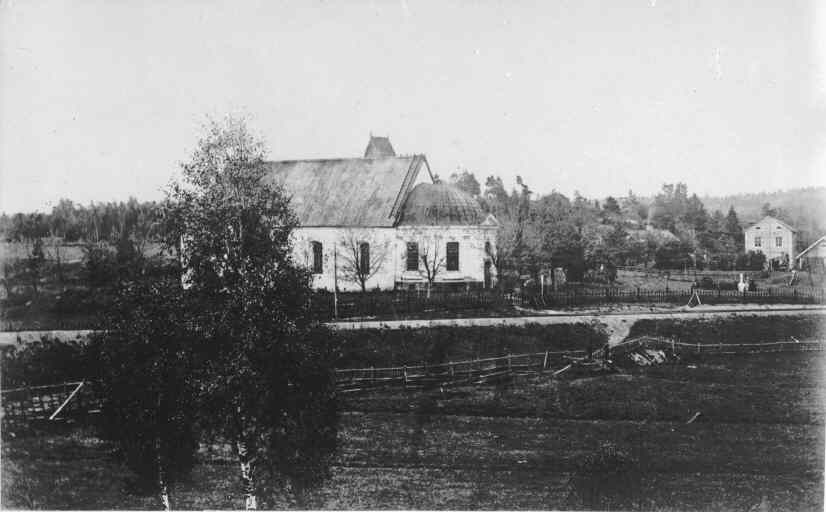
Huddinge kyrka utan torn, 1865. Till höger syns Huddinge kyrkskola.

Huddinge kyrka byggdes omkring år 1200. Innan dess fanns en träkyrka på platsen. Den första huddingepräst man känner till namnet är Thor. År 1300 omnämndes han som frather thorius de huddunge. Huddinge kyrka blev därefter en liten gråstenskyrka med tjocka murar i romansk stil. Den byggdes intill en sjö, Kyrksjön, som ej längre finns kvar, men som före 1848 var en del av den då betydligt större sjön Trehörningen. En runsten, Sö 299, som stod i vägen blev inmurad i södra kyrkoväggen. På 1300-talet byggdes kyrkan om i gotisk stil och höjdes en meter. Den fick då ett torn och ett litet vapenhus. Ett större vapenhus och ett nytt kor tillkom på 1400-talet. Koret bekostades av ätten Svarte på Gladö.
Tornet rasade 1645 och man lät istället uppföra en klockstapel på berget intill. På 1700-talet byggdes ett tresidigt kor i öster och på det rasade tornets plats i väster anlades 1753-1754 ett gravkor för ätterna Bunge och Mörner på Ågesta. En utbyggnad av sakristian med tegel skedde 1745 på kyrkans norra långsida. På 1800-talet revs gravkoret och gav plats åt det nuvarande kyrktornet, samtidigt revs klockstapeln. Det nya tornet som uppfördes 1877-1878 efter ritningar av arkitekten Johan Fredrik Åbom,  bekostades av änkefru Brigitta Pettersson på Fullersta gård.
Under 1910-talet renoverades och ombyggdes kyrkan med Ivar Tengbom som ansvarig arkitekt. Kyrkorummets golv höjdes upp till korgolvets nivå. Nya bänkar, kalkstensgolv och eluppvärmning tillkom. Rundfönstret ovanför altaret murades igen. Sakristian utökades åt väster. Den senaste invändiga renoveringarna ägde rum 1994 och 1995 då bland annat ett fristående bordsaltare insattes. 1998 genomfördes en utvändig upprustning under ledning av Arksam och Uno Söderberg arkitektkontor.

## Inventarier
- I tornrummet står en dopfuntsfot från 1100-talet. En dopfunt av kolmårdsmarmor tillkom 1913, men togs ur bruk 1994 och är nu uppställd i tornrummet.
- Predikstolen i bondbarock är skänkt till kyrkan 1685. Korgen har skulpturer som föreställer Kristus och de fyra evangelisterna. På predikstolen finns timglas med fyra glas, som är inköpt 1785.
- I koret finns ett altarskåp som troligen är tillverkat av Bernt Notkes verkstad i Nordtyskland omkring år 1480.
- Ljuskronor av mässing är från 1600-talet och 1700-talet och är donationer från privatpersoner. Största ljuskronan med två åttapipiga ljuskransar har skänkts till kyrkan 1668. Två ljuskronor hänger i koret, en i kyrkorummets bakre del, samt en i tornrummet.
- Ett par fempipiga ljusarmar av malm är från 1600-talet.
- Över läktaren hänger två kristallkronor som har skänkts till kyrkan i slutet av 1700-talet.

### Interiör

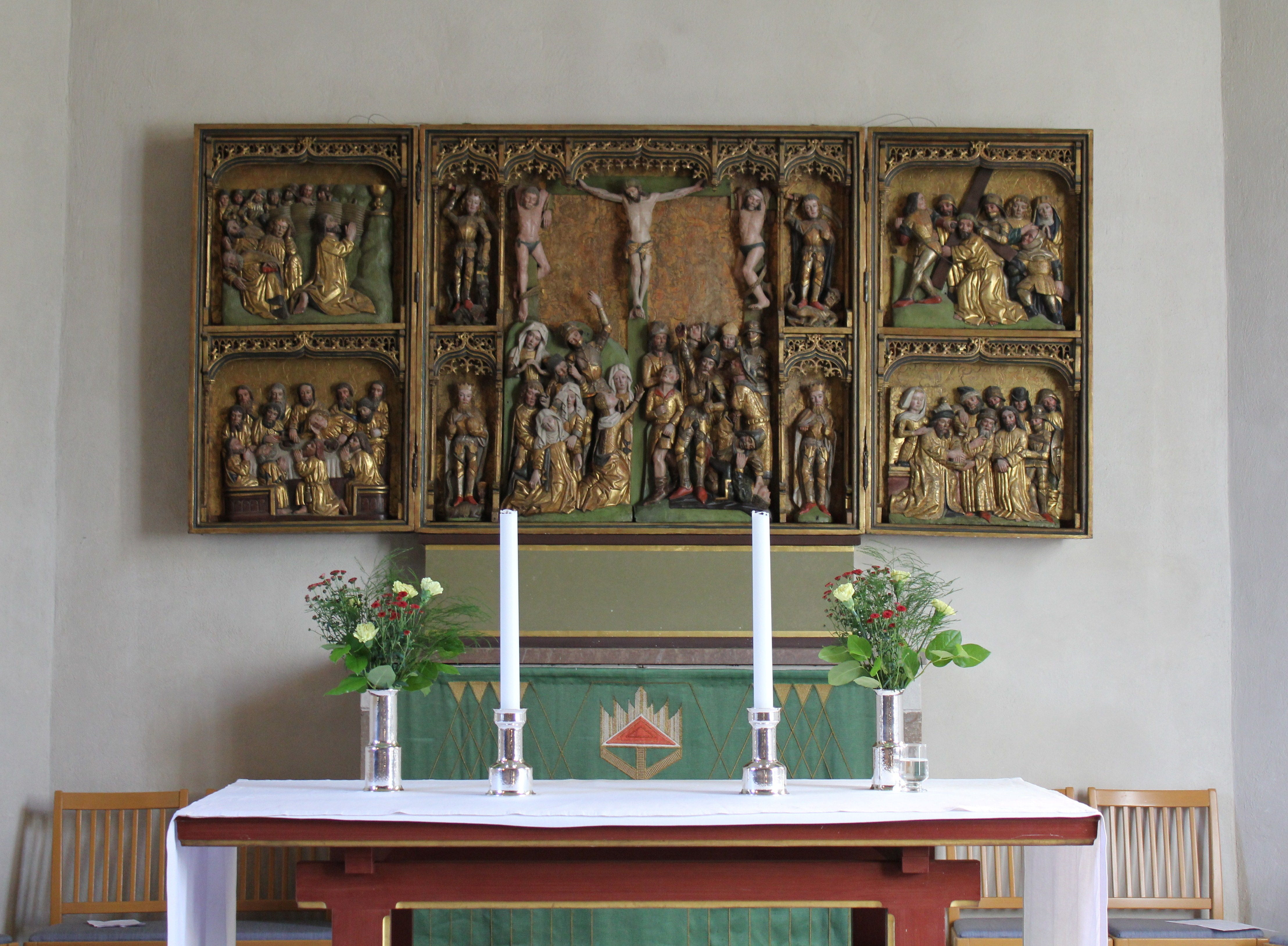
Altaret och altarskåpet
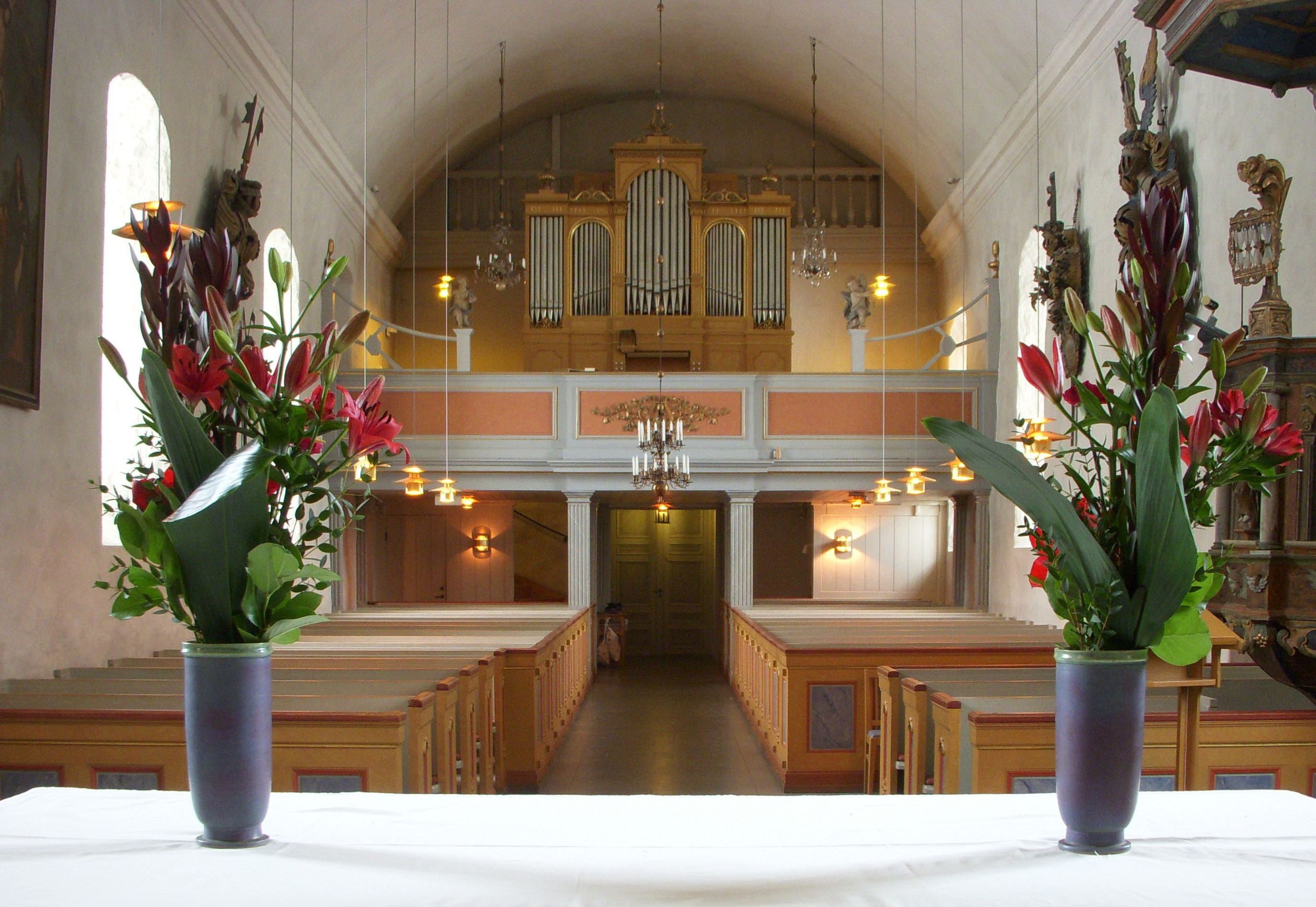
Vy mot orgelläktaren
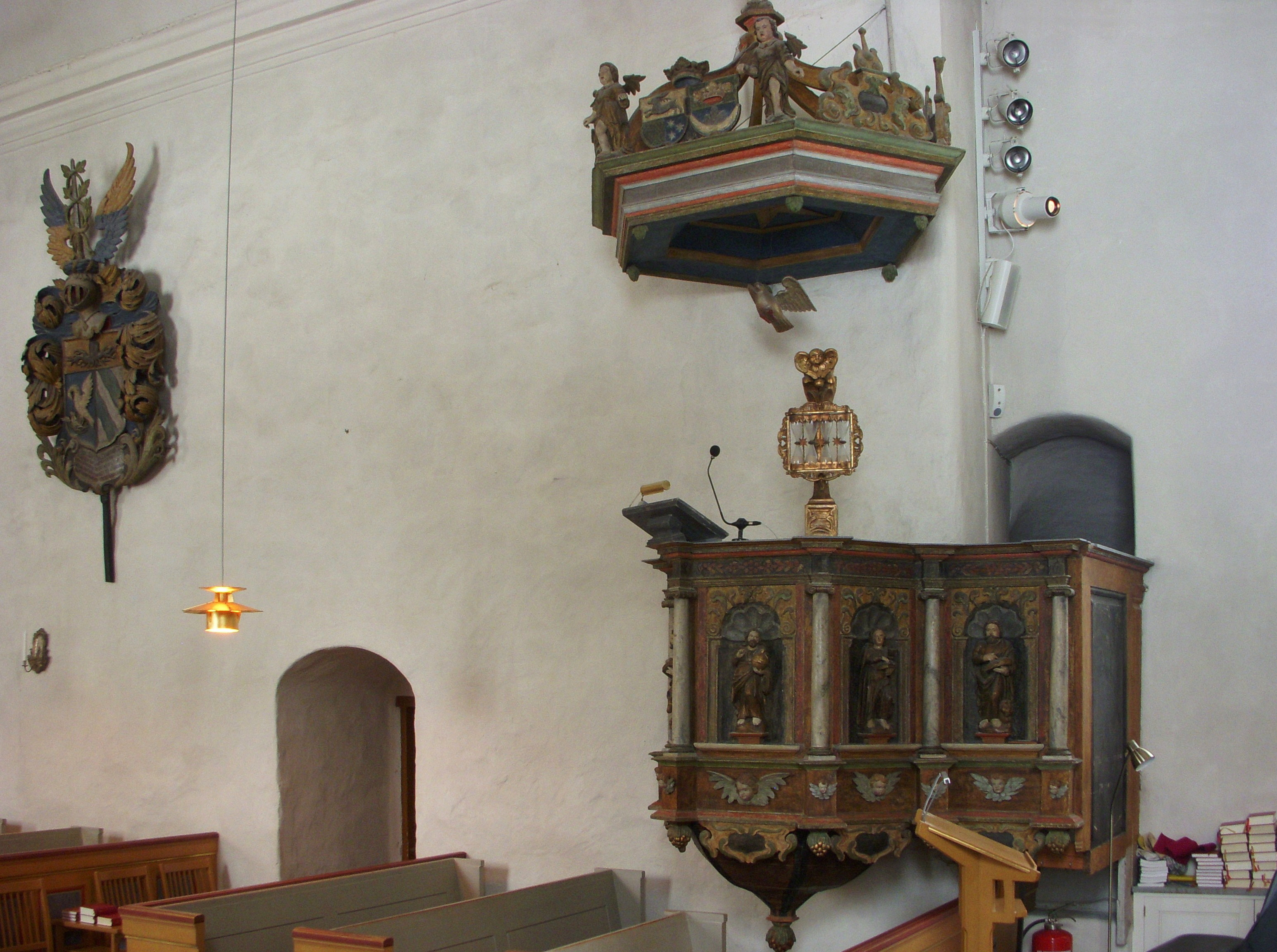
Predikstolen
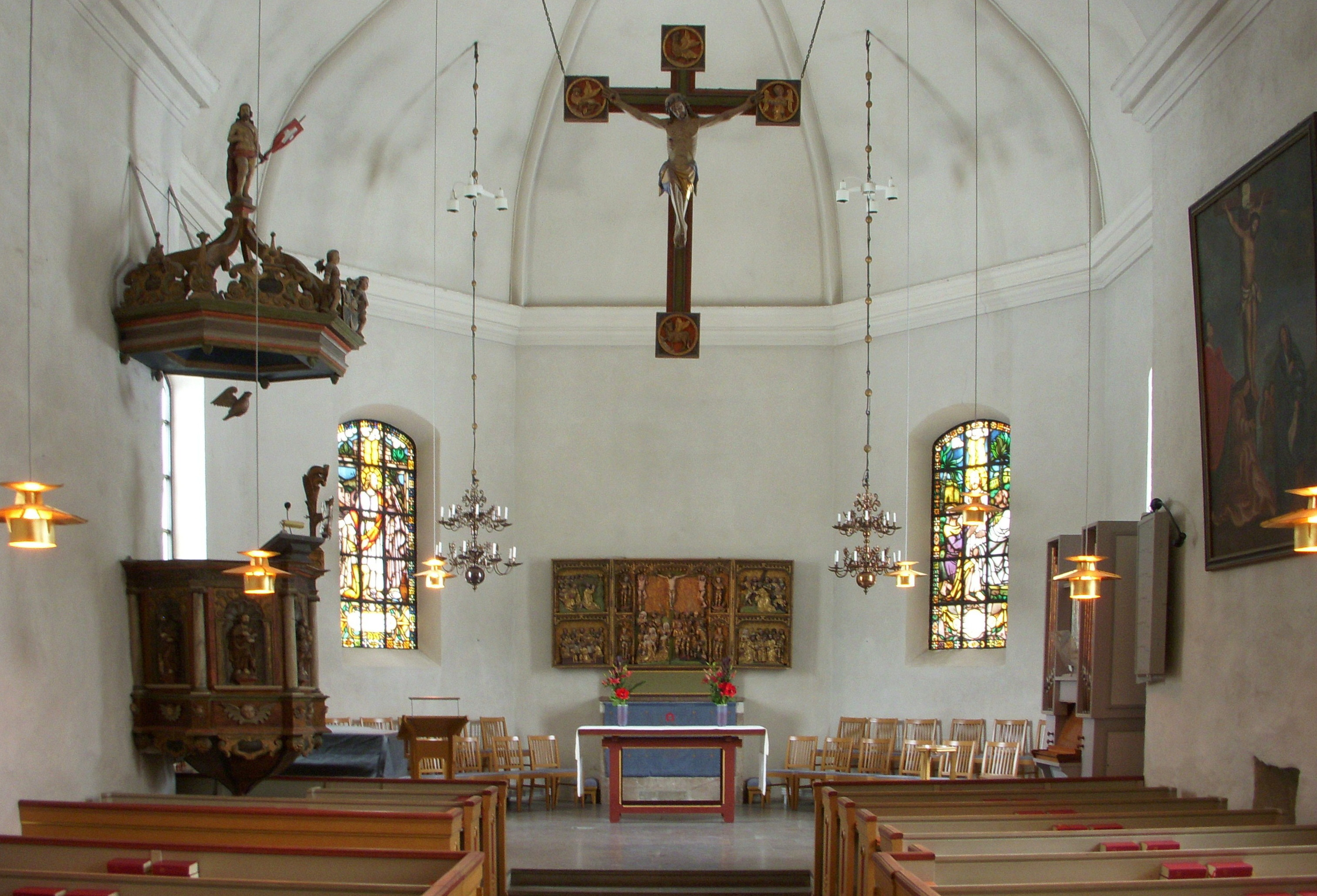
Predikstolen och koret.

### Orgel
- 1810 köpte man in en orgel från Botkyrka kyrka. Den var byggd omkring 1698 då den skänktes till S:t Olofs kapell (föregångare till Adolf Fredriks kyrka), Stockholm. Ombyggd 1748 av Jonas Gren & Petter Stråhle, Stockholm till 8 stämmor. Fasaden till orgeln finns nu på Gotlands Fornsal.
- 1868 byggde Erik Adolf Setterquist, Örebro, en orgel med 10 stämmor och en manual. 1910 byggdes orgeln om av Åkerman & Lund, Sundbybergs köping till 12 stämmor två manualer och pedal.
- 1938 byggde Åkerman & Lund, Sundbybergs stad en ny orgel med 21 stämmor.
- Nuvarande orgel med 26 stämmor tillkom 1968. Orgeln är byggd av Bruno Christensen & Sønner i Tinglev, Danmark. Orgelfasaden från 1868 års orgel är i stort sett bevarad. Orgeln har ett tonomfång på 56/30 och 1 fri kombination. Orgeln är mekanisk med elektrisk registratur för pedalen.

| Huvudverk I       | Svällverk II        | Pedal                  | Koppel |
| Principal 8'      | Gedackt 8´          | Subbas 16´             | I/P    |
| Rörflöjt 8'       | Spetsgamba 8'       | Oktava 8'              | II/P   |
| Oktava 4'         | Principal 4'        | Gedackt 8'             | II/I   |
| Gedacktflöjt 4'   | Traversflöjt 4'     | Italiensk principal 4' |        |
| Spetskvint 2 2/3' | Waldflöjt 2'        | Rauschkvint 3 chor     |        |
| Oktava 2'         | Nasat 1 1/3'        | Fagott 16'             |        |
| Mixtur 4-5 chor   | Sesquialtera 2 chor | Trumpet 8' (tr I)      |        |
| Trumpet 8'        | Scharf 4 chor       | Zinka 4'               |        |
|                   | Dulcian 16'         |                        |        |
|                   | Skalmeja 8'         |                        |        |
|                   | Tremulant           |                        |        |
|                   | Crescendosvällare   |                        |        |

#### Kororgel
Den nuvarande kororgeln byggdes 1973 av Bruno Christensen & Sønner i Tinglev, Danmark och är en  mekanisk orgel.
| Manual        | Pedal | Koppel |
| Gedackt 8'    |       |        |
| Rörflöjt 4'   |       |        |
| Principal 2'  |       |        |
| Quintadena 2' |       |        |

### Huddinge kyrkogård

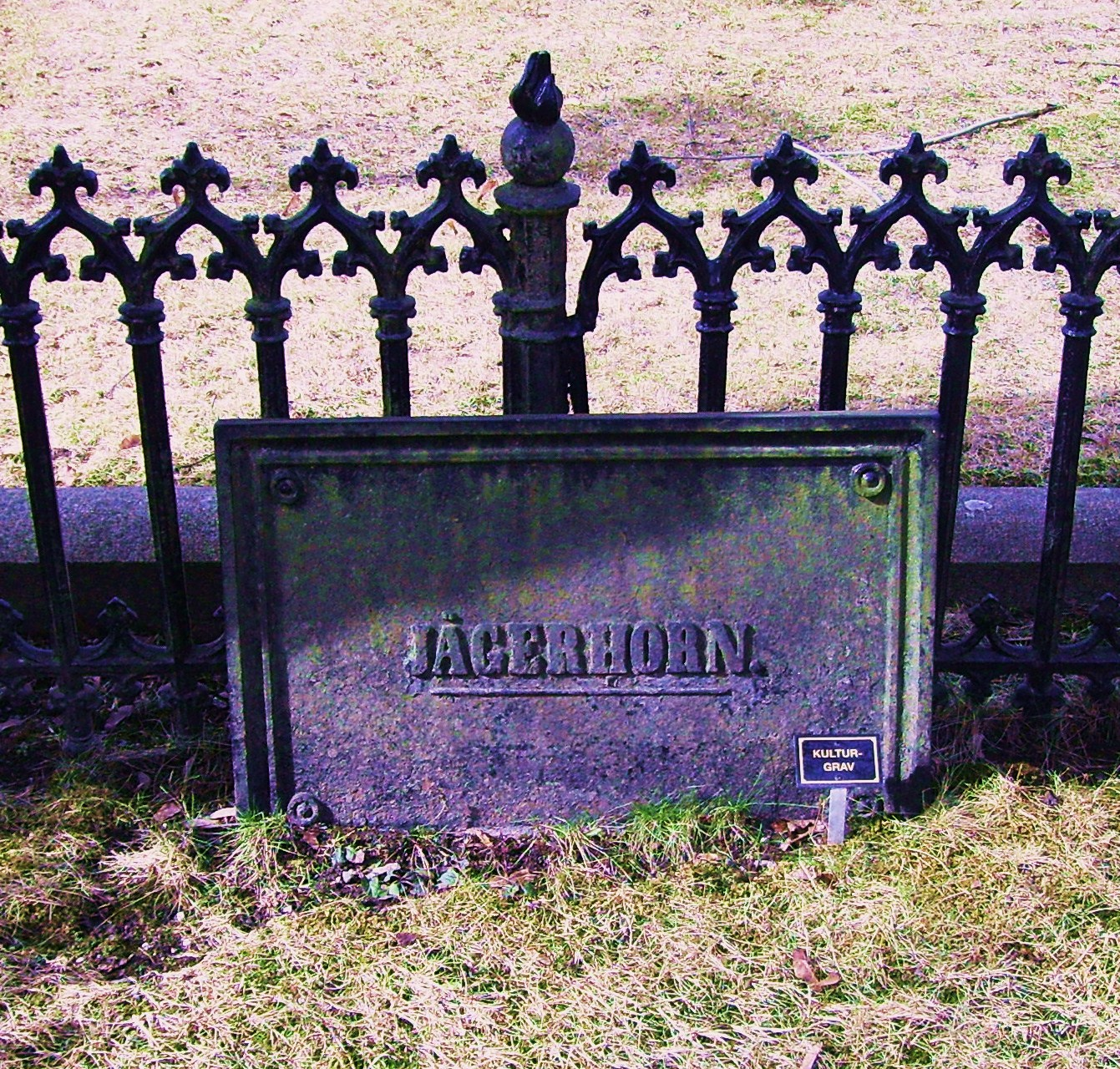
Författaren Georg Henrik Jägerhorns gravvård.

Kyrkogårdens äldsta delar ligger söder om kyrkan och är från 1200-talet, men redan på 1100-talet begravdes människor här. Sitt nuvarande utseende fick kyrkogården 1850–1860, då den gamla kyrkogårdsmuren revs och begravningsplatsen utvidgades åt söder och nordost. De äldsta gravstenarna är från 1800-talet och bevaras fortfarande av kulturhistoriska skäl; de kallas "kulturgravar". 
1963 anlades en minneslund och ett urngravsområde. Numera gravsätts bara urnor på Huddinge kyrkogård, medan minneslunden används för att gräva ner aska. 2001 anlades en ny smyckningsplats intill minneslunden. När Huddinge kyrkogård blev för trång inrättades en ny kyrkogård cirka 300 meter sydost om den gamla. Den kom att heta Tomtberga kyrkogård och invigdes 1923.